# Mistspitsmuis
De mistspitsmuis (Sorex sonomae)  is een zoogdier uit de familie van de spitsmuizen (Soricidae). De wetenschappelijke naam van de soort werd voor het eerst geldig gepubliceerd door Jackson in 1921.

## Voorkomen
De soort komt voor in de Verenigde Staten.